# 科爾瓦利 (伊利諾伊州)
科爾瓦利（英語：Coal Valley）是位於美國伊利諾伊州亨利縣和羅克艾蘭縣的一個村落。

## 地理
科爾瓦利的座標為41°26′23″N 90°27′21″W / 41.43972°N 90.45583°W，而該地最高點為海拔高度190米（即623英尺）。

## 人口
根據2010年美國人口普查的數據，科爾瓦利的面積為7.16平方千米，當中陸地面積為7.16平方千米，而水域面積為0.00平方千米。當地共有人口3743人，而人口密度為每平方千米522人。